# Monnerat
Monnerat é o 2.º distrito do município de Duas Barras, no estado do Rio de Janeiro. Localiza-se na região serrana do estado do Rio de Janeiro, a uma altitude de 597 metros, e apresenta temperaturas médias de 8 °C no inverno e 25 °C no verão.
Monnerat é hoje cortada pela estrada RJ-116, ligando Nova Friburgo ao Centro-Norte fluminense. No final do século XIX foi uma importante estação de trem da Estrada de Ferro Leopoldina, onde grande parte da produção agrícola e pecuária da família foi por ali exportada através da firma Viúva Monnerat & Filhos. A estação de Monnerat foi desativada em 1964, seguida da erradicação da linha férrea na região pouco tempo depois. Atualmente, a antiga estação abriga o terminal rodoviário de Monnerat. 